# Sonia Palacios
Sonia Lucrecia Palacios Velásquez (n. Baba) es una política ecuatoriana. Fue la primera mujer en ocupar la alcaldía de Baba.

## Vida política
Se involucró en la política en 2000, cuando Jorge Marún, el entonces prefecto provincial de Los Ríos, la invitó a participar como candidata a la concejalía de Baba en las elecciones seccionales de ese año. Debido a que la lista de candidatos a concejales ya estaba armada, Palacios no participó en esa elección, pero continuó vinculada al ámbito político. En las elecciones de 2002 participó como candidata a concejala y obtuvo la mejor votación del cantón.
Su gestión como concejala la hizo conocida en la comunidad, lo que la llevó a renunciar al cargo para participar de la mano del Partido Roldosista Ecuatoriano como candidata a la alcaldía de Baba en las elecciones seccionales de 2004, donde ganó la votación y de ese modo se convirtió en la primera alcaldesa en la historia de Baba. Para las elecciones de 2009 fue reelegida al cargo, esta vez bajo la bandera de Alianza PAIS.
Entre las obras de su alcaldía se cuentan la reconstrucción del palacio municipal y la recuperación del cauce del Río Baba. Entre 2010 y 2012 ocupó la presidencia de la Asociación de Municipalidades Ecuatorianas.
Para las elecciones seccionales de 2014 intentó ser reelegida para un tercer periodo, pero fue derrotada por Mónica Salazar, del partido Avanza.
Luego de dejar la alcaldía, su sucesora denunció a Palacios por supuestas irregularidades en el uso de fondos para trabajos en el cementerio de la ciudad. Palacios rechazó la denuncia y aseveró que se trataba de una persecución política en su contra. El juicio duró varios años, pero al final la Corte Provincial de Justicia de Los Ríos la declaró inocente.
Para las elecciones legislativas de 2017 fue elegida asambleísta nacional en representación de la provincia de Los Ríos por Alianza PAIS. Durante su periodo en la Asamblea Nacional ostentó la vicepresidencia de la Comisión Legislativa Especializada Permanente de Gobiernos Autónomos.
En diciembre de 2018 renunció al cargo de asambleísta para participar como candidata a la alcaldía de Baba, ganando la elección con el 39% de los votos.